# I liga urugwajska w piłce nożnej (1972)
- Mistrz Urugwaju 1972: Club Nacional de Football
- Wicemistrz Urugwaju 1972: CA Peñarol
- Copa Libertadores 1973: Club Nacional de Football, CA Peñarol
- Spadek do drugiej ligi: Sud América Montevideo
- Awans z drugiej ligi: Montevideo Wanderers

Mistrzostwa Urugwaju w roku 1972 były mistrzostwami rozgrywanymi według systemu, w którym wszystkie kluby rozgrywały ze sobą mecze każdy z każdym u siebie i na wyjeździe, a o tytule mistrza i dalszej kolejności decydowała końcowa tabela.

## Primera División
Klub Central zmienił nazwę na Central Español.

### Końcowa tabela sezonu 1972
| Poz | Klub                       | Mecze | Zw | Rem | Por | Pkt | BrZd | BrStr |
| --- | -------------------------- | ----- | -- | --- | --- | --- | ---- | ----- |
| 1   | Club Nacional de Football  | 22    | 16 | 4   | 2   | 36  | 55   | 21    |
| 2   | CA Peñarol                 | 22    | 10 | 8   | 4   | 28  | 26   | 13    |
| 3   | Defensor Sporting          | 22    | 9  | 8   | 5   | 26  | 25   | 14    |
| 4   | Huracán Buceo Montevideo   | 22    | 6  | 11  | 5   | 23  | 23   | 17    |
| 5   | CA Cerro                   | 22    | 10 | 3   | 9   | 23  | 28   | 31    |
| 6   | Liverpool Montevideo       | 22    | 7  | 8   | 7   | 22  | 20   | 19    |
| 7   | River Plate Montevideo     | 22    | 6  | 9   | 7   | 21  | 23   | 21    |
| 8   | Sud América Montevideo     | 22    | 6  | 9   | 7   | 21  | 20   | 23    |
| 9   | Rentistas Montevideo       | 22    | 5  | 10  | 7   | 20  | 14   | 23    |
| 10  | Danubio FC                 | 22    | 4  | 10  | 8   | 18  | 26   | 31    |
| 11  | CA Bella Vista             | 22    | 5  | 7   | 10  | 17  | 24   | 43    |
| 12  | Central Español Montevideo | 22    | 0  | 9   | 13  | 9   | 24   | 52    |

### Klasyfikacja strzelców bramek
| Gole | Piłkarz             | Klub                      |
| ---- | ------------------- | ------------------------- |
| 20   | Juan Carlos Mamelli | Club Nacional de Football |